# 放電破壊プリンター

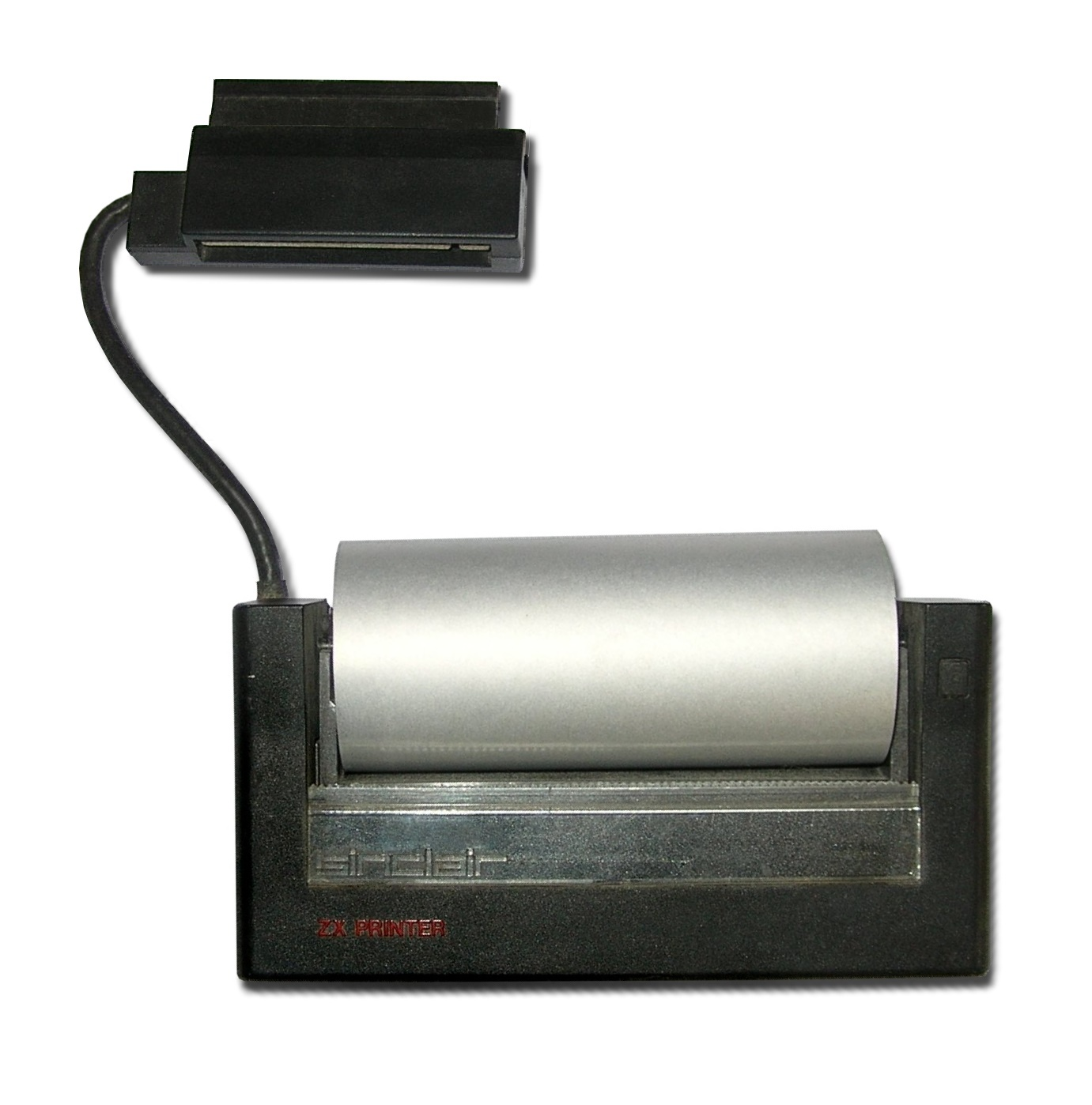
シンクレア ZX81専用の放電破壊プリンタ

放電破壊プリンター（ほうでんはかいプリンター、Spark Printer (Electrosensitive Printer)）は、放電により導電処理された用紙表面を破壊して発色させる印字方式のプリンター。

## 概要
放電破壊プリンターは、アルミニウム処理され導電性を持たせた紙（放電破壊紙、放電記録紙、Electrosensitive Recording Paper)の表層を、放電によって破壊し、着色層を露出させて記録する放電記録方式を採用している。印刷時には独特のオゾン臭が発生する。専用用紙だけあれば他にインクなどの消耗品を必要としない。
製品としては非常に古く昭和一桁にFAXが実用化されると同時に大量に生産されるようになった。
感熱紙が使用できることがあるため、サーマルプリンターと混同されることがある。
また、放電によるイオン流を利用する静電記録方式（静電プリンターなど）とも異なる。
構造が簡単でコストが安く小型化しやすく耐久性があるため電卓、パソコン、FAXなどで感熱紙を使うサーマルプリンタの実用化後も長年にわたって使用されてきた。
かなり近年まで製品が新規開発されており、1981年発売のカシオFP-10プリンターなどの製品がある。
このため、現在でも用紙を生産しているメーカーが存在している。